# Sommer-Paralympics 2016/Teilnehmer (Schweden)
| stlisierte Goldmedaille | stlisierte Silbermedaille | stlisierte Bronzemedaille |
| ----------------------- | ------------------------- | ------------------------- |
| 1                       | 4                         | 5                         |

Schweden entsandte 18 Athletinnen und 39 Athleten zu den Paralympischen Sommerspielen 2016 in Rio de Janeiro,  die in 15 Sportarten antraten. Fahnenträgerin für Schweden bei der Eröffnungsfeier war die Schwimmerin Maja Reichard.

## Medaillen

### Medaillenspiegel
| Rang   | Sportart    | Gold | Silber | Bronze | Gesamt |
| ------ | ----------- | ---- | ------ | ------ | ------ |
| 1      | Schwimmen   | 1    | 2      | 2      | 5      |
| 2      | Tischtennis | 0    | 1      | 1      | 2      |
| 3      | Schießen    | 0    | 1      | 0      | 1      |
| 4      | Reiten      | 0    | 0      | 2      | 2      |
| Gesamt | Gesamt      | 1    | 4      | 5      | 10     |

## Teilnehmer nach Sportart

### Boccia
| Mixed            |            |           |     |   |   |           |     |               |               |               |               |   |
| Maria Bjurstroem | Einzel BC3 | S. N. Toh | 6:1 | 2 | 1 | J. Macedo | 0:7 | ausgeschieden | ausgeschieden | ausgeschieden | ausgeschieden | 5 |
| Maria Bjurstroem | Einzel BC3 | A. Leme   | 5:0 | 2 | 1 | J. Macedo | 0:7 | ausgeschieden | ausgeschieden | ausgeschieden | ausgeschieden | 5 |

### Bogenschießen
| Athleten     | Wettbewerb    | Qualifikation | Qualifikation | 1. Runde | 1. Runde | Achtelfinale | Achtelfinale | Viertelfinale | Viertelfinale | Halbfinale    | Halbfinale    | Finale        | Finale        | Rang |
| Athleten     | Wettbewerb    | Ringe         | Rang          | Gegner   | Ergebnis | Gegner       | Ergebnis     | Gegner        | Ergebnis      | Gegner        | Ergebnis      | Gegner        | Ergebnis      | Rang |
| ------------ | ------------- | ------------- | ------------- | -------- | -------- | ------------ | ------------ | ------------- | ------------- | ------------- | ------------- | ------------- | ------------- | ---- |
| Frauen       |               |               |               |          |          |              |              |               |               |               |               |               |               |      |
| Zandra Reppe | Compound Open | 652           | 5             | —        | —        | Kim M.-s.    | 135:142      | ausgeschieden | ausgeschieden | ausgeschieden | ausgeschieden | ausgeschieden | ausgeschieden | 9    |

### Goalball
| Wettbewerb       | Männer                                                                                            |
| ---------------- | ------------------------------------------------------------------------------------------------- |
| Athleten         | Mikael Bo Akerberg Stefan Ingvar Gahne Nils Posse Fatmir Seremeti Peter Weichel Jimmy Björkstrand |
| Gruppenphase     | Brasilien (6:9) Algerien (12:6) Deutschland (9:5) Kanada (6:3)                                    |
| Viertelfinale    | Türkei (5:1)                                                                                      |
| Halbfinale       | Litauen (2:7)                                                                                     |
| Spiel um Platz 3 | Brasilien (5:6)                                                                                   |
| Rang             | 4                                                                                                 |

### Judo
| Athleten          | Wettbewerb       | 1. Runde | 1. Runde | 1. Hoffnungsrunde | 1. Hoffnungsrunde | Viertelfinale | Viertelfinale | 2. Hoffnungsrunde | 2. Hoffnungsrunde | Halbfinale | Halbfinale | Kampf um Gold/Bronze | Kampf um Gold/Bronze | Rang |
| Athleten          | Wettbewerb       | Gegner   | Erg.     | Gegner            | Erg.              | Gegner        | Erg.          | Gegner            | Erg.              | Gegner     | Erg.       | Gegner               | Erg.                 | Rang |
| ----------------- | ---------------- | -------- | -------- | ----------------- | ----------------- | ------------- | ------------- | ----------------- | ----------------- | ---------- | ---------- | -------------------- | -------------------- | ---- |
| Frauen            |                  |          |          |                   |                   |               |               |                   |                   |            |            |                      |                      |      |
| Nicolina Pernheim | Klasse bis 63 kg | —        | —        | —                 | —                 | Jin S.-l.     | 0:110         | —                 | —                 | —          | —          | T. Nurmetova         | 0:100                | 5    |

### Leichtathletik
Laufen
| Athleten           | Wettbewerb | Vorlauf      | Vorlauf | Halbfinale | Halbfinale | Finale        | Finale        | Rang |
| Athleten           | Wettbewerb | Zeit         | Rang    | Zeit       | Rang       | Zeit          | Rang          | Rang |
| ------------------ | ---------- | ------------ | ------- | ---------- | ---------- | ------------- | ------------- | ---- |
| Männer             |            |              |         |            |            |               |               |      |
| Tobias Jonsson     | 100 m T12  | 11,57 s      | 3       | —          | —          | ausgeschieden | ausgeschieden | 8    |
| Frauen             |            |              |         |            |            |               |               |      |
| Gunilla Wallengren | 800 m T54  | 1:54,51 min  | 6       | —          | —          | ausgeschieden | ausgeschieden | 11   |
| Gunilla Wallengren | 1500 m T54 | 3:30,99      | 7       | —          | —          | 3:30,14 min   | 10            | 10   |
| Gunilla Wallengren | 5000 m T54 | 12:07,88 min | 6       | —          | —          | 12:20,15 min  | 10            | 10   |

Springen und Werfen
| Athleten          | Wettbewerb      | Finale  | Finale | Rang |
| Athleten          | Wettbewerb      | Weite   | Rang   | Rang |
| ----------------- | --------------- | ------- | ------ | ---- |
| Männer            |                 |         |        |      |
| Tobias Jonsson    | Weitsprung T12  | 6,97 m  | 6      | 6    |
| Per Jonsson       | Weitsprung T12  | 6,71 m  | 9      | 9    |
| Jeffrey Ige       | Kugelstoßen F20 | 15,30 m | 5      | 5    |
| Frauen            |                 |         |        |      |
| Viktoria Karlsson | Weitsprung T11  | 4,49 m  | 7      | 7    |

### Kanu
| Athleten    | Wettbewerb | Vorlauf  | Vorlauf | Halbfinale | Halbfinale | Finale   | Finale | Rang |
| Athleten    | Wettbewerb | Zeit     | Rang    | Zeit       | Rang       | Zeit     | Rang   | Rang |
| ----------- | ---------- | -------- | ------- | ---------- | ---------- | -------- | ------ | ---- |
| Frauen      |            |          |         |            |            |          |        |      |
| Helene Ripa | KL3 200 m  | 56,825 s | 3       | 54,735 s   | 2          | 52,492 s | 5      | 5    |

### Radsport

#### Straße
| Athleten        | Wettbewerb            | Zeit         | Rang |
| --------------- | --------------------- | ------------ | ---- |
| Männer          |                       |              |      |
| Henrik Marvig   | Einzelzeitfahren C3   | 43:13,13 min | 10   |
| Henrik Marvig   | Straßenrennen C1–2–3  | 1:51:48 h    | 7    |
| Anders Backman  | Einzelzeitfahren H2   | 36:04,26 min | 4    |
| Anders Backman  | Straßenrennen H2      | 1:23:14 h    | 4    |
| Rickard Nilsson | Einzelzeitfahren T1-2 | 25:24,50 min | 5    |
| Rickard Nilsson | Straßenrennen T1-2    | 1:07:34 h    | 11   |
| Frauen          |                       |              |      |
| Jessica Enfot   | Einzelzeitfahren H4-5 | 36:48,63 min | 9    |
| Jessica Enfot   | Straßenrennen H5      | 1:37:22 h    | 6    |

### Reiten
| Athleten                            | Wettbewerb(e)             | Punkte/Prozent | Rang |
| ----------------------------------- | ------------------------- | -------------- | ---- |
| Anita Johnsson mit Dear Friend      | Individual Test-Grade Ia  | 70,870 %       | 8    |
| Anita Johnsson mit Dear Friend      | Kür Grade Ia              | 62,050 %       | 8    |
| Louise Etzner Jakobsson mit Zernard | Individual Test-Grade III | 70,439 %       |      |
| Louise Etzner Jakobsson mit Zernard | Kür Grade III             | 73,650 &       |      |

### Rollstuhlrugby
| Wettbewerb       | Mixed |
| ---------------- | --- |
| Athleten         | Glenn Adaszak Andreas Collin Thomas Eriksson Tomas Hjert Stefan Jansson Mikael Norlin Loa Rissmar Tobias Sandberg Claes Bertilsson Roger Lindberg Rickard Loefgren Lars Varnerud |
| Gruppenphase     | Japan (46:50) Vereinigte Staaten (44:54) Frankreich (55:47) |
| Spiel um Platz 5 | Vereinigtes Königreich (42:56) |
| Rang             | 6 |

### Rollstuhltennis
| Athleten                 | Wettbewerb | 1. Runde   | 1. Runde | 2. Runde                            | 2. Runde | Achtelfinale                   | Achtelfinale  | Viertelfinale | Viertelfinale | Halbfinale    | Halbfinale    | Finale / Platz 3 | Finale / Platz 3 | Rang |
| Athleten                 | Wettbewerb | Gegner     | Ergebnis | Gegner                              | Ergebnis | Gegner                         | Ergebnis      | Gegner        | Ergebnis      | Gegner        | Ergebnis      | Gegner           | Ergebnis         | Rang |
| ------------------------ | ---------- | ---------- | -------- | ----------------------------------- | -------- | ------------------------------ | ------------- | ------------- | ------------- | ------------- | ------------- | ---------------- | ---------------- | ---- |
| Männer                   |            |            |          |                                     |          |                                |               |               |               |               |               |                  |                  |      |
| Stefan Olsson            | Einzel     | —          | —        | B. Weekes                           | 6:0, 6:3 | T. Sanada                      | 6:2, 7:6      | A. Hewett     | 1:6, 6:2, 3:6 | ausgeschieden | ausgeschieden | ausgeschieden    | ausgeschieden    | 5    |
| Dan Wallin               | Einzel     | M. Denayer | 6:2, 6:2 | G. Reid                             | 1:6, 2:6 | ausgeschieden                  | ausgeschieden | ausgeschieden | ausgeschieden | ausgeschieden | ausgeschieden | ausgeschieden    | ausgeschieden    | 17   |
| Stefan Olsson Dan Wallin | Doppel     | —          | —        | Vereinigte Staaten Baldwin, Rydberg | 6:3, 6:2 | Frankreich Cattaneo, Jeremiasz | 3:6, 1:6      | ausgeschieden | ausgeschieden | ausgeschieden | ausgeschieden | ausgeschieden    | ausgeschieden    | 9    |

### Segeln
| Mixed         |                      |       |    |    |
| Fia Fjelddahl | Einer Kielboot 2.4mR | 111,0 | 12 | 12 |

### Schießen
| Athleten                | Wettbewerb                  | Qualifikation   | Qualifikation | Finale                     | Finale        | Rang   |
| Athleten                | Wettbewerb                  | Ringe/ Scheiben | Rang          | Ringe/ Scheiben            | Rang          | Rang   |
| ----------------------- | --------------------------- | --------------- | ------------- | -------------------------- | ------------- | ------ |
| Männer                  |                             |                 |               |                            |               |        |
| Joackim Norberg         | 10 m Luftpistole SH1        | 557             | 13            | ausgeschieden              | ausgeschieden | 13     |
| Hakan Skold             | 10 m Luftpistole SH1        | 551             | 23            | ausgeschieden              | ausgeschieden | 23     |
| Jonas Jacobsson         | 10 m Luftgewehr stehend SH1 | 615,5           | 9             | ausgeschieden              | ausgeschieden | 9      |
| Hakan Gustafsson        | 10 m Luftgewehr stehend SH1 | 614,2           | 10            | ausgeschieden              | ausgeschieden | 10     |
| Martin Hall             | 10 m Luftgewehr stehend SH1 | 610,9           | 15            | ausgeschieden              | ausgeschieden | 15     |
| Jonas Jacobsson         | 50 m Dreistellungskampf SH1 | 1138            | 10            | ausgeschieden              | ausgeschieden | 10     |
| Hakan Gustafsson        | 50 m Dreistellungskampf SH1 | 1123            | 17            | ausgeschieden              | ausgeschieden | 17     |
| Martin Hall             | 50 m Dreistellungskampf SH1 | 1115            | 19            | ausgeschieden              | ausgeschieden | 19     |
| Frauen                  |                             |                 |               |                            |               |        |
| Lotta Helsinger         | 10 m Luftgewehr stehend SH1 | 385,6           | 19            | ausgeschieden              | ausgeschieden | 19     |
| Lotta Helsinger         | 50 m Dreistellungskampf SH1 | 550             | 12            | ausgeschieden              | ausgeschieden | 12     |
| Mixed                   |                             |                 |               |                            |               |        |
| Joackim Norberg         | 25 m Sportpistole SH1       | 584             | 1             | 12                         | 1             | Silber |
| Joackim Norberg         | 25 m Sportpistole SH1       | 584             | 1             | Finale gegen Huang X.: 5:7 |               | Silber |
| Hakan Skold             | 25 m Sportpistole SH1       | 531             | 27            | ausgeschieden              | ausgeschieden | 27     |
| Joackim Norberg         | 50 m freie Pistole SH1      | 520             | 16            | ausgeschieden              | ausgeschieden | 16     |
| Hakan Skold             | 50 m freie Pistole SH1      | 517             | 20            | ausgeschieden              | ausgeschieden | 20     |
| Jonas Jacobsson         | 10 m Luftgewehr liegend SH1 | 623,7           | 34            | ausgeschieden              | ausgeschieden | 33     |
| Martin Hall             | 10 m Luftgewehr liegend SH1 | 622,6           | 36            | ausgeschieden              | ausgeschieden | 36     |
| Philip Jonsson          | 10 m Luftgewehr liegend SH2 | 634,1           | 8             | 83,0                       | 8             | 8      |
| Ellinor Axelsson Vaughn | 10 m Luftgewehr liegend SH2 | 627,5           | 26            | ausgeschieden              | ausgeschieden | 26     |
| Philip Jonsson          | 10 m Luftgewehr stehend SH2 | 632,4           | 5             | 82,5                       | 8             | 8      |
| Ellinor Axelsson Vaughn | 10 m Luftgewehr stehend SH2 | 625,7           | 16            | ausgeschieden              | ausgeschieden | 16     |
| Jonas Jacobsson         | 50 m Gewehr liegend SH1     | 614,4           | 11            | ausgeschieden              | ausgeschieden | 11     |
| Martin Hall             | 50 m Gewehr liegend SH1     | 589,1           | 41            | ausgeschieden              | ausgeschieden | 41     |
| Lotta Helsinger         | 50 m Gewehr liegend SH1     | DNS             | DNS           | ausgeschieden              | ausgeschieden | DNS    |

### Schwimmen
| Athleten           | Wettbewerb              | Vorlauf     | Vorlauf | Finale        | Finale        | Rang   |
| Athleten           | Wettbewerb              | Zeit        | Rang    | Zeit          | Rang          | Rang   |
| ------------------ | ----------------------- | ----------- | ------- | ------------- | ------------- | ------ |
| Männer             |                         |             |         |               |               |        |
| Mikael Fredriksson | 50 m Rücken S3          | 56,91 s     | 8       | 56,53 s       | 7             | 7      |
| Mikael Fredriksson | 50 m Freistil S3        | 52,26 s     | 7       | 55,74 s       | 8             | 8      |
| Mikael Fredriksson | 200 m Freistil S3       | —           | —       | 4:17,70 min   | 8             | 8      |
| Mikael Fredriksson | 150 m Lagen SM3         | 3:24,81 min | 7       | 3:28,28 min   | 7             | 7      |
| Karl Forsman       | 100 m Brust SB5         | 1:33,47 min | 1       | 1:34,27 min   | 1             | Gold   |
| Karl Forsman       | 400 m Freistil S6       | 6:04,09 min | 10      | ausgeschieden | ausgeschieden | 10     |
| Ludvig Nyren       | 100 m Schmetterling S10 | 1:02,43 min | 11      | ausgeschieden | ausgeschieden | 11     |
| Ludvig Nyren       | 100 m Freistil S10      | 58,55 s     | 19      | ausgeschieden | ausgeschieden | 19     |
| Ludvig Nyren       | 400 m Freistil S10      | 4:24,90 min | 13      | ausgeschieden | ausgeschieden | 13     |
| Frauen             |                         |             |         |               |               |        |
| Lina Watz          | 100 m Rücken S10        | 1:13,27 min | 10      | ausgeschieden | ausgeschieden | 10     |
| Lina Watz          | 100 m Schmetterling S10 | 1:14,50 min | 11      | ausgeschieden | ausgeschieden | 11     |
| Lina Watz          | 50 m Freistil S10       | 28,93 s     | 5       | 29,69 s       | 8             | 8      |
| Lina Watz          | 100 m Freistil S10      | 1:05,74 min | 14      | ausgeschieden | ausgeschieden | 14     |
| Lina Watz          | 400 m Freistil S10      | 4:57,62 min | 9       | ausgeschieden | ausgeschieden | 9      |
| Maja Reichard      | 100 m Rücken S11        | 1:25,19 min | 7       | 1:21,46 min   | 3             | Bronze |
| Maja Reichard      | 100 m Brust SB11        | —           | —       | 1:26,60 min   | 3             | Bronze |
| Maja Reichard      | 100 m Schmetterling S13 | 1:20,70 min | 17      | ausgeschieden | ausgeschieden | 17     |
| Maja Reichard      | 50 m Freistil S11       | 31,05 s     | 2       | 30,76 s       | 2             | Silber |
| Maja Reichard      | 100 m Freistil S11      | 1:11,98 min | 6       | 1:10,53 min   | 6             | 6      |
| Maja Reichard      | 200 m Lagen SM11        | 2:55,80 min | 3       | 2:51,72 min   | 2             | Silber |
| Pernilla Lindberg  | 100 m Rücken S14        | 1:15,54 min | 5       | 1:15,40 min   | 5             | 5      |
| Pernilla Lindberg  | 100 m Brust SB14        | 1:23,88 min | 7       | 1:23,42 min   | 7             | 7      |
| Pernilla Lindberg  | 200 m Freistil S14      | 2:13,73 min | 3       | 2:12,54 min   | 4             | 4      |
| Pernilla Lindberg  | 200 m Lagen SM14        | 2:35,26 min | 4       | 2:36,30 min   | 4             | 4      |

### Triathlon
| Athleten         | Klasse | Zeit      | Rang |
| ---------------- | ------ | --------- | ---- |
| Frauen           |        |           |      |
| Shahrzad Kiavash | PT2    | 1:33:45 h | 7    |

### Tischtennis
| Athleten                            | Wettbewerb      | Gruppenphase        | Gruppenphase | Achtelfinale  | Achtelfinale  | Viertelfinale | Viertelfinale | Halbfinale          | Halbfinale    | Finale        | Finale        | Rang |
| Athleten                            | Wettbewerb      | Gegner              | Erg.         | Gegner        | Erg.          | Gegner        | Erg.          | Gegner              | Erg.          | Gegner        | Erg.          | Rang |
| ----------------------------------- | --------------- | ------------------- | ------------ | ------------- | ------------- | ------------- | ------------- | ------------------- | ------------- | ------------- | ------------- | ---- |
| Männer                              |                 |                     |              |               |               |               |               |                     |               |               |               |      |
| Alexander Ohgren                    | Einzel C3       | A. Koleosho         | 3:1          | J. Gürtler    | 0:3           | ausgeschieden | ausgeschieden | ausgeschieden       | ausgeschieden | ausgeschieden | ausgeschieden | 9    |
| Alexander Ohgren                    | Einzel C3       | V. Petruniv         | 3:2          | J. Gürtler    | 0:3           | ausgeschieden | ausgeschieden | ausgeschieden       | ausgeschieden | ausgeschieden | ausgeschieden | 9    |
| Victor Sjoqvist                     | Einzel C3       | W. Knaf             | 0:3          | ausgeschieden | ausgeschieden | ausgeschieden | ausgeschieden | ausgeschieden       | ausgeschieden | ausgeschieden | ausgeschieden | 17   |
| Victor Sjoqvist                     | Einzel C3       | Zhai X.             | 0:3          | ausgeschieden | ausgeschieden | ausgeschieden | ausgeschieden | ausgeschieden       | ausgeschieden | ausgeschieden | ausgeschieden | 17   |
| Emil Andersson                      | Einzel C8       | M. Skrzynecki       | 2:3          | G. Zborai     | 3:1           | Zhao S.       | 0:3           | ausgeschieden       | ausgeschieden | ausgeschieden | ausgeschieden | 5    |
| Emil Andersson                      | Einzel C8       | Ross Wilson         | 3:2          | G. Zborai     | 3:1           | Zhao S.       | 0:3           | ausgeschieden       | ausgeschieden | ausgeschieden | ausgeschieden | 5    |
| Linus Karlsson                      | Einzel C8       | A. Csonka           | 3:2          | T. Bouvais    | 3:1           | P. Grudzien   | 2:3           | ausgeschieden       | ausgeschieden | ausgeschieden | ausgeschieden | 5    |
| Linus Karlsson                      | Einzel C8       | L. Guarnieri Manara | 3:2          | T. Bouvais    | 3:1           | P. Grudzien   | 2:3           | ausgeschieden       | ausgeschieden | ausgeschieden | ausgeschieden | 5    |
| Alexander Ohgren Victor Sjoqvist    | Mannschaft C3   | —                   | —            | —             | —             | Deutschland   | 0:2           | ausgeschieden       | ausgeschieden | ausgeschieden | ausgeschieden | 5    |
| Emil Andersson Linus Karlsson       | Mannschaft C6-8 | —                   | —            | —             | —             | Slowakei      | 2:0           | Volksrepublik China | 2:1           | Ukraine       | 0:2           |      |
| Frauen                              |                 |                     |              |               |               |               |               |                     |               |               |               |      |
| Anna-Carin Ahlquist                 | Einzel C3       | E. Sigala           | 3:0          | —             | —             | A. Muzinic    | 3:2           | Xue J.              | 1:3           | Yoon J.       | 3:0           |      |
| Anna-Carin Ahlquist                 | Einzel C3       | S. Head             | 3:0          | —             | —             | A. Muzinic    | 3:2           | Xue J.              | 1:3           | Yoon J.       | 3:0           |      |
| Ingela Lundbäck                     | Einzel C5       | M. Roden            | 3:0          | —             | —             | K. Abuawad    | 3:0           | Zhang B.            | 1:3           | Jung Y.-a     | 1:3           | 4    |
| Ingela Lundbäck                     | Einzel C5       | Jung Y.-a           | 0:3          | —             | —             | K. Abuawad    | 3:0           | Zhang B.            | 1:3           | Jung Y.-a     | 1:3           | 4    |
| Anna-Carin Ahlquist Ingela Lundbäck | Mannschaft C4-5 | —                   | —            | —             | —             | Mexiko        | 2:1           | Serbien             | 1:2           | Südkorea      | 1:2           | 4    |